# En familjehistoria
En familjehistoria, är en svensk intervjuserie producerad 2018 som sändes på Sveriges Television 14 november-19 december samma år. I serien träffar Ann-Marie Rauer sex kända syskonpar och pratar om livets längsta relation.

## Avsnitt, medverkande kändisar
- Del 1:  Philip Zandén och Jessica Zandén.[3]
- Del 2:  Författarna och systrarna Martina Haag och Bea Uusma.[4]
- Del 3: Filmbröderna Alexander Karim och Baker Karim.[5]
- Del 4: Systrarna Hannah Widell och Amanda Schulman.[6]
- Del 5: Bröderna Fredrik Gertten och Magnus Gertten.[7]
- Del 6: Artisten Dilba Demirbag och författaren, Dilsa Demirbag-Sten.[8]